# Lijst van voetbalinterlands Bulgarije - IJsland
Deze lijst van voetbalinterlands is een overzicht van alle officiële voetbalwedstrijden tussen de nationale teams van Bulgarije en IJsland. De landen hebben tot op heden vijf keer tegen elkaar gespeeld. De eerste ontmoeting was een vriendschappelijke wedstrijd in Reykjavik op 7 augustus 1988. Het laatste duel, een kwalificatiewedstrijd voor het Wereldkampioenschap voetbal 2006, werd gespeeld op 7 september 2005 in Sofia.

## Wedstrijden
| № | Plaats    | Datum            | Competitie           | Wedstrijd           | Uitslag |
| - | --------- | ---------------- | -------------------- | ------------------- | ------- |
| 1 | Reykjavik | 7 augustus 1988  | Vriendschappelijk    | IJsland − Bulgarije | 2 − 3   |
| 2 | Sofia     | 24 maart 2001    | WK 2002 kwalificatie | Bulgarije − IJsland | 2 − 1   |
| 3 | Reykjavik | 6 juni 2001      | WK 2002 kwalificatie | IJsland − Bulgarije | 1 − 1   |
| 4 | Reykjavik | 4 september 2004 | WK 2006 kwalificatie | IJsland − Bulgarije | 1 − 3   |
| 5 | Sofia     | 7 september 2005 | WK 2006 kwalificatie | Bulgarije − IJsland | 3 − 2   |

## Samenvatting
| Competitie        | Totaal gespeeld | Winst Bulgarije | Gelijk | Winst IJsland | Doelsaldo Bulgarije – IJsland |
| ----------------- | --------------- | --------------- | ------ | ------------- | ----------------------------- |
| WK-kwalificatie   | 4               | 3               | 1      | 0             | 9 − 5                         |
| Vriendschappelijk | 1               | 1               | 0      | 0             | 3 − 2                         |
| Totaal            | 5               | 4               | 1      | 0             | 12 − 7                        |

Wedstrijden bepaald door strafschoppen worden, in lijn met de FIFA, als een gelijkspel gerekend.